# Éric Ciotti
Éric Ciotti (ur. 28 września 1965 w Nicei) – francuski polityk i samorządowiec, parlamentarzysta, przewodniczący Republikanów (2022–2024).

## Życiorys
Uzyskał w Nicei licencjat z nauk ekonomicznych, a w 1988 ukończył studia w Instytucie Nauk Politycznych w Paryżu. Zaangażował się w działalność polityczną w ramach gaullistowskiego Zgromadzenia na rzecz Republiki. W 2002 z ugrupowaniem tym współtworzył Unię na rzecz Ruchu Ludowego, w 2015 przekształconą w partię Republikanie. Był asystentem deputowanego Christiana Estrosiego i członkiem gabinetu prezydenta regionu PACA Jeana-Claude’a Gaudina. W latach 2003–2007 był dyrektorem gabinetu Christiana Estrosiego.
W 2007 po raz pierwszy uzyskał mandat posła do Zgromadzenia Narodowego. Z powodzeniem ubiegał się o reelekcję w kolejnych wyborach w 2012, 2017 i 2022. W 2008 pełnił funkcję pierwszego zastępcy mera Nicei, a w latach 2008–2017 kierował administracją departamentu Alpy Nadmorskie.
W ramach Republikanów określany jako przedstawiciel prawicowego skrzydła partii. Ubiegał się o nominację prezydencką do wyborów w 2022, przegrywając w grudniu 2021 w drugiej turze prawyborów z Valérie Pécresse. Powołał też własny ruch polityczny wewnątrz LR pod nazwą „A droite”. W grudniu 2022 został wybrany na nowego przewodniczącego Republikanów.
W czerwcu 2024, wkrótce po wyborach europejskich (w których jego partia odnotowała słaby wynik) i rozpisaniu nowych wyborów parlamentarnych, zadeklarował publicznie zawarcie porozumienia wyborczego ze skrajnie prawicowym Zjednoczeniem Narodowym. Od koncepcji tej odcięli się niemal wszyscy najważniejsi politycy Republikanów, a jej sformułowanie doprowadziło do kryzysu w partii. Kierownictwo formacji podjęło w kolejnych dniach dwie decyzje o wykluczeniu Érica Ciottiego; ten odwołał się do sądu, który wstrzymał ich wykonanie, co pozwoliło politykowi pozostać na zajmowanej funkcji przewodniczącego. Ostatecznie Éric Ciotti przedstawił listę około 60 kandydatów uzgodnionych ze Zjednoczeniem Narodowym, z których mniej niż połowa była członkami Republikanów i wśród których poza nim znalazł się tylko jeden deputowany z około 60 posłów LR zakończonej kadencji. Kandydaci ci zostali w procedurze wyborczej zaklasyfikowani pod szyldem „unii skrajnej prawicy”. Jednocześnie komisja nominacyjna Republikanów (kontrolowana przez przeciwników przewodniczącego partii) stworzyła własne listy wyborcze. Ostatecznie sam Éric Ciotti utrzymał mandat poselski na kolejną kadencję. We wrześniu tego samego roku ogłosił ostatecznie odejście z Republikanów. Objął przywództwo własnej formacji pod nazwą Unia Prawicy na rzecz Republiki.